# Yahaba (Iwate)
Yahaba (jap. 矢巾町 Yahaba-chō, deutsch ‚Stadt Yahaba‘, englisch Yahaba Town) ist eine Stadt (-chō) im Kreis (-gun) Shiwa der japanischen Präfektur (-ken) Iwate. Yahaba liegt im westlichen Zentrum von Iwate unmittelbar südlich der Hauptstadt Morioka.
Als „bed town“ (ベッドタウン) verzeichnete die Stadt anders als viele ländliche Gemeinden oder die Präfektur insgesamt auch im frühen 21. Jahrhundert noch Bevölkerungswachstum, blieb von der Großen Heisei-Gebietsreform unberührt und ist nun die nach Fläche zweitkleinste Gemeinde in Iwate, gleichzeitig nach Einwohnerzahl größer als manche kreisfreie Städte (-shi, engl. „cities“) und eine der am dichtesten besiedelten Gemeinden in Iwate (zur Volkszählung 2010: die dichteste).

## Geographie
Yahaba liegt im Tal des Kitakami-gawa, der abgesehen von einem kleinen Streifen des Stadtgebiets am linken Ufer die östliche Gemeindegrenze bildet. Im Westen erheben sich die Ausläufer des Ōu-Gebirges.

## Geschichte

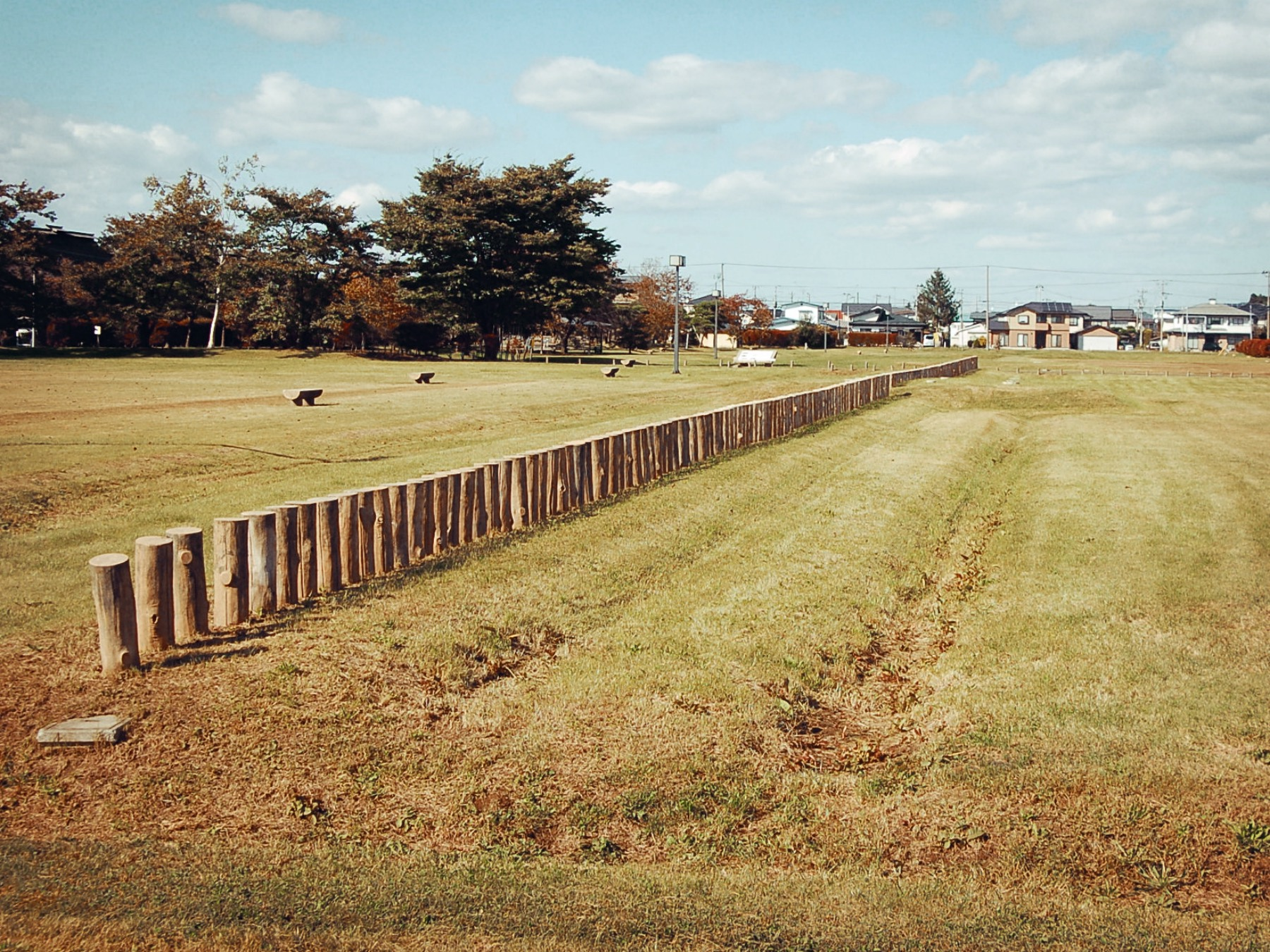
Der Standort der Überreste der Burg Tokutan (徳丹城), die im 9. Jahrhundert während der Feldzüge zur Ausweitung und Konsolidierung des japanischen Reichsgebietes auf den von Emishi bewohnten Nordosten von Honshū errichtet wurde

Das Dorf Yahaba (矢巾村 Yahaba-mura) entstand im Zuge der Großen Shōwa-Gebietsreform 1955 durch den Zusammenschluss der Dörfer Kemuyama, Tokuta und Fudō, alle aus dem Kreis Shiwa. 1966 wurde Yahaba zur Stadt, gleichzeitig wurde ein Teil des Gemeindegebiets dem Dorf Tonan zugeschlagen, das 1992 Teil der Stadt Morioka wurde.

## Verwaltung

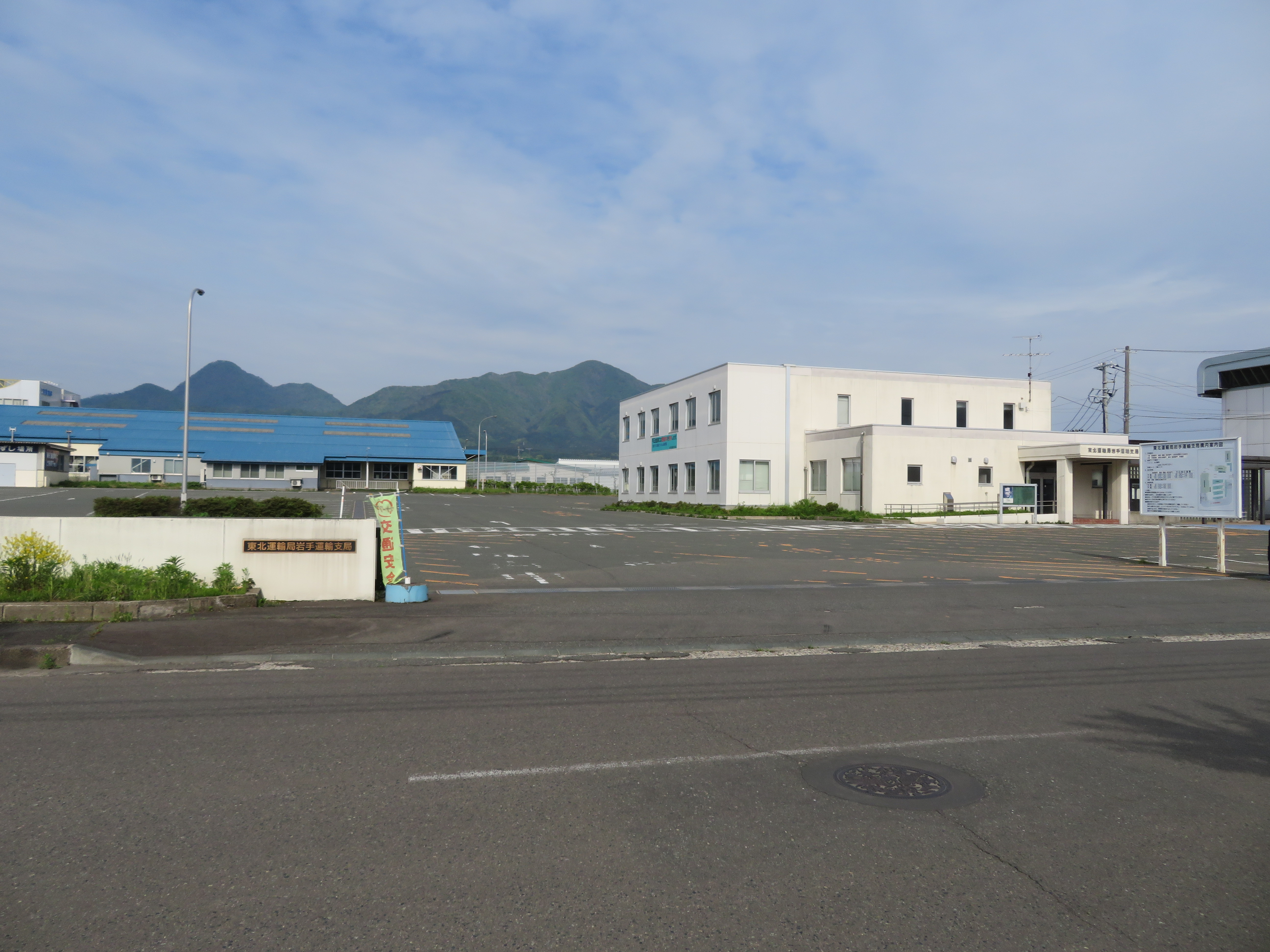
MLIT-Zweigstelle Iwate

In Yahaba befindet sich die Kfz-Zulassungsstelle Iwate des Verkehrsamtes Tōhoku (Tōhoku un’yu-kyoku) des MLIT der Nationalregierung, die alle Kfz-Kennzeichen in Iwate ausstellt.
Die Präfekturverwaltung von Iwate betreibt ein Katastrophenschutzzentrum in Yahaba, zu dem auch die Präfekturfeuerwehrschule (Iwate-ken shōbō-gakkō) gehört.

## Bildung

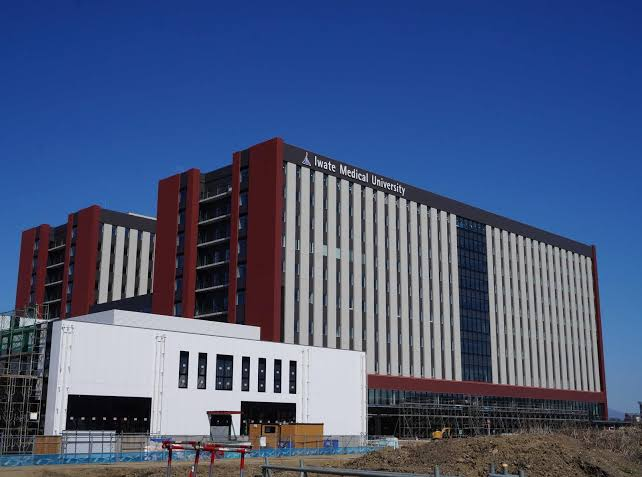
Iwate-Idai-Krankenhaus mit rund 1000 Betten

In Yahaba liegen ein Campus und das Krankenhaus der Medizinischen Universität Iwate (Iwate ika daigaku, kurz Iwate Idai). Außerdem ist Yahaba einer von zwei Standorten der präfekturbetriebenen industriell-technischen Kurzhochschule Iwate (岩手県立産業技術短期大学校 Iwate-kenritsu sangyō-gijutsu tanki daigaku).
Es gibt eine präfekturbetriebene und eine private Oberschule. Die Stadt Yahaba betreibt zwei Mittelschulen und vier Grundschulen.

## Verkehr
In Nord-Süd-Richtung verlaufen durch das Kitakami-Tal und die Stadt Yahaba die Tōhoku-Hauptlinie (Bahnhof Yahaba) und die Tōhoku-Shinkansen, westlich am Fuß der Berge die Tōhoku-Autobahn (Anschlussstelle Yahaba, ein sogenannter Smart interchange nur für elektronische Mautzahler) und östlich näher am Fluss durch den Ortsteil Tokuda die Nationalstraße 4. Zwei kleinere Straßenbrücken verbinden mit dem Ostufer, das im Norden zur Stadt Morioka, im Süden zur Stadt Shiwa gehört.

## Partnerschaft

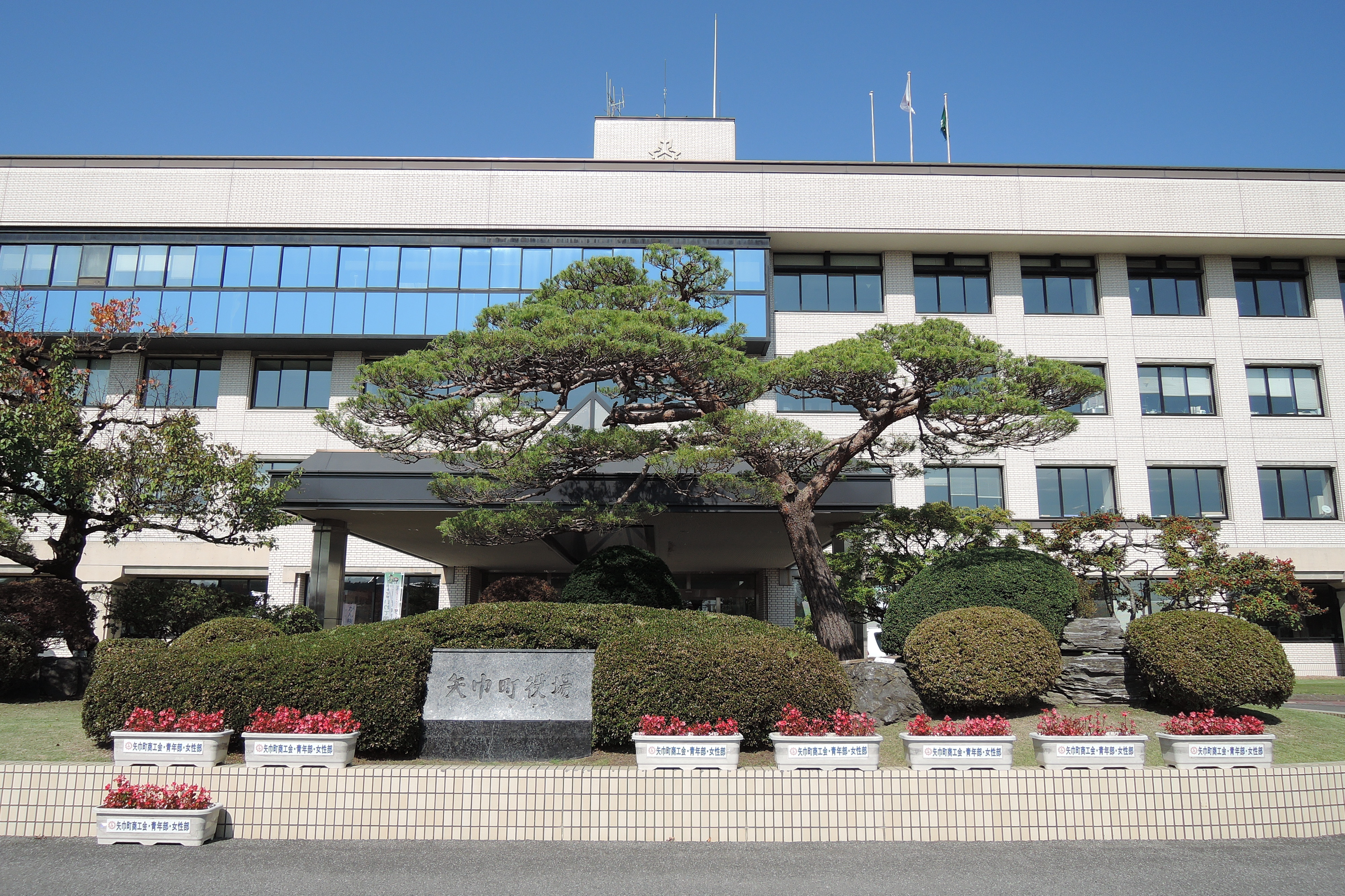
Rathaus von Yahaba, Präfektur Iwate, Japan

Die Stadt unterhält seit 1995 eine internationale Partnerschaft mit der Kleinstadt Fremont im US-Bundesstaat Michigan.